# SN 2011fp
SN 2011fp – supernowa typu Ia odkryta 29 sierpnia 2011 roku w galaktyce NGC 57. W momencie odkrycia miała maksymalną jasność 17,90m.